# Drac de Sant Roc

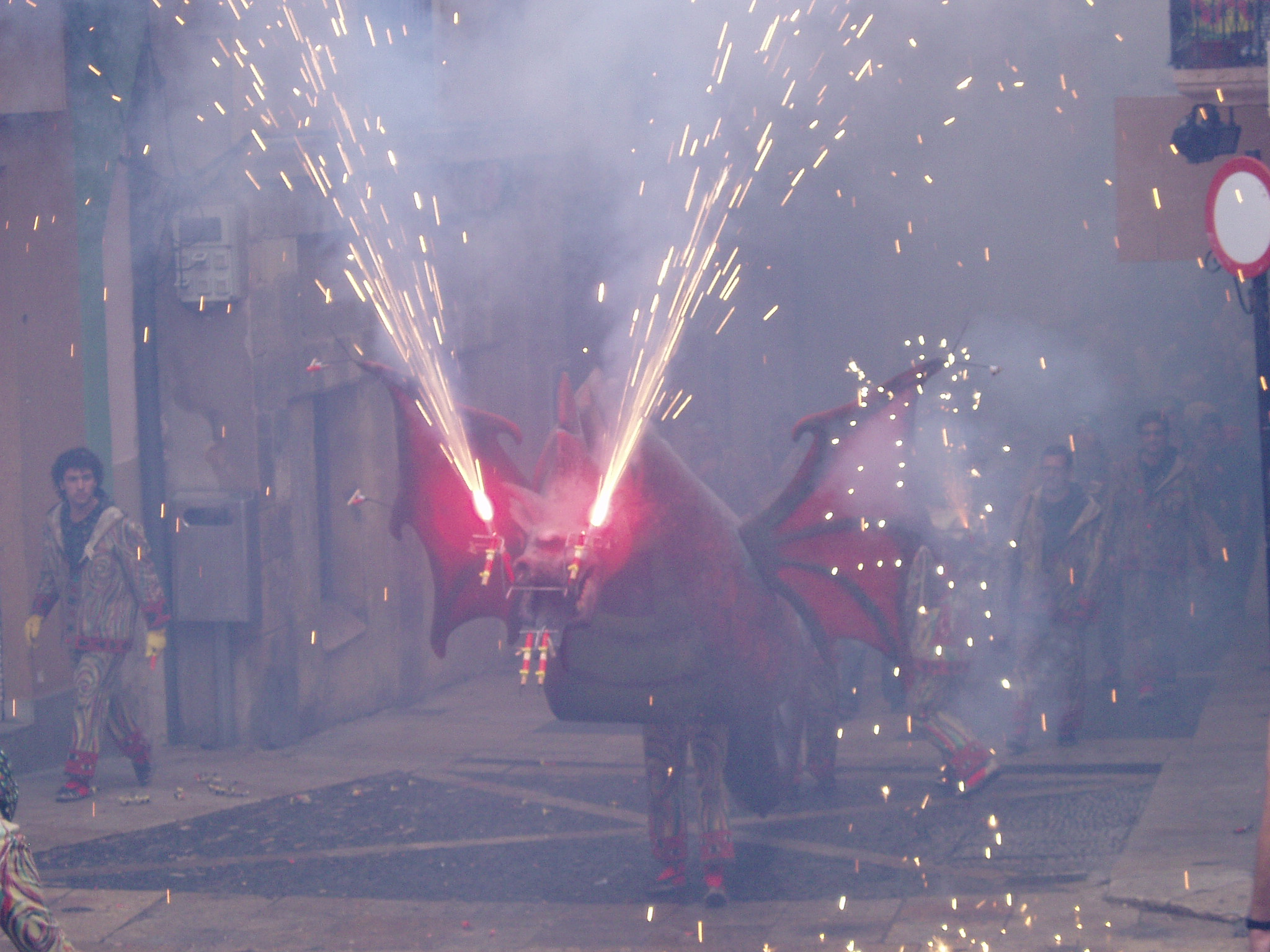
El Drac fent l'entrada a la Plaça de les Cols

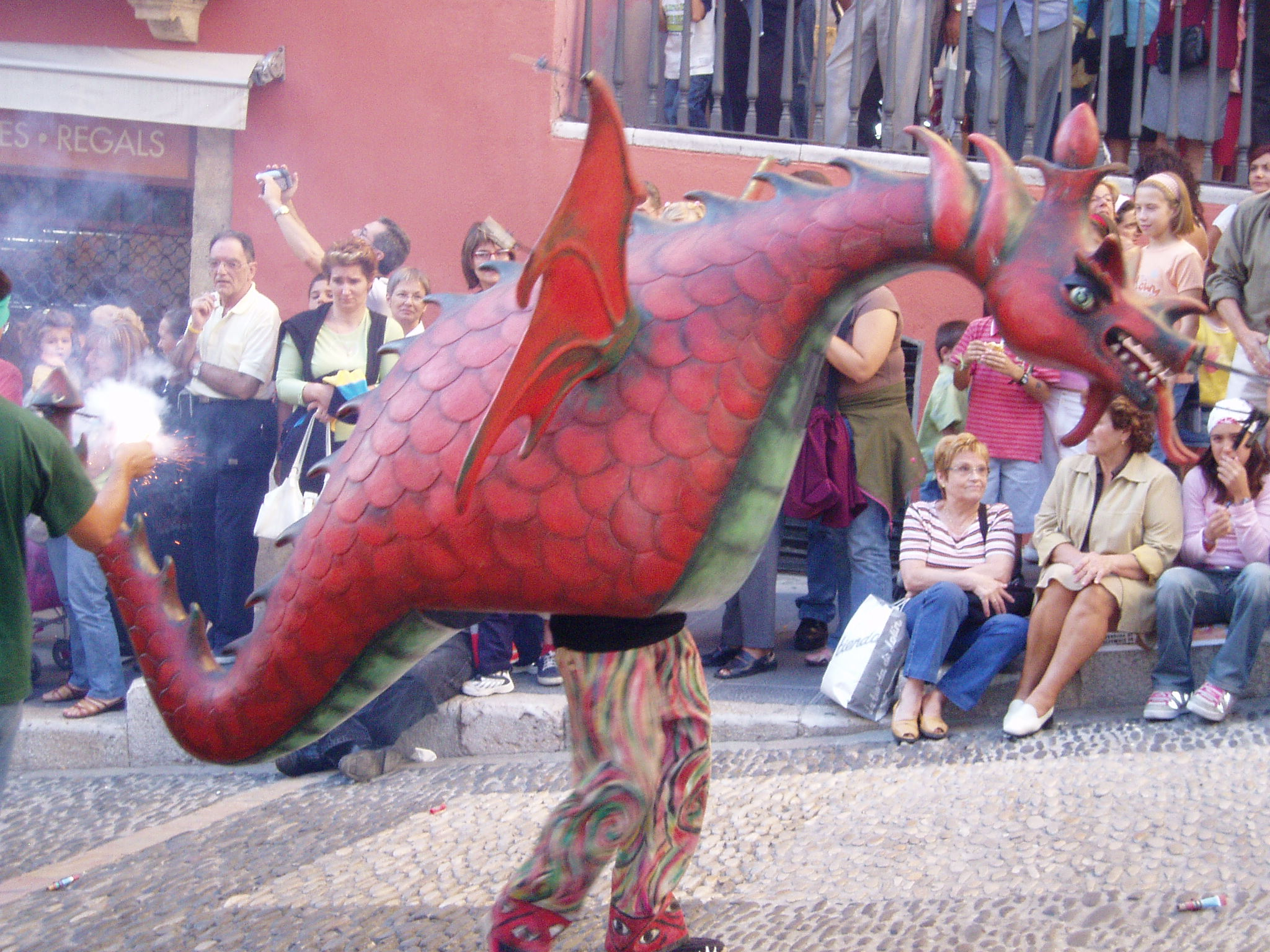
El Drac Petit

El Drac de San Roc, creat per l'escultor Gabriel Garcia, és la primera bèstia a desfilar pel Seguici Popular de Tarragona acompanyat de tabals i només aturant-se per canviar el portador. Aquests, des de 1995, duen una vestimenta pintada per Josep Maria Rosselló i composta d'un mocador verd, una jaqueta amb flames verdes, grogues, blaves i vermelles pintades i uns pantalons amb ulls dibuixats.

## Història
La primera referència històrica data del 1426, temps en què ballava acompanyat de la figura de Sant Jordi representant la lluita entre el bé i el mal, tot i que a finals del segle xv no va poder suportar la greu crisi que va assolar la ciutat i va desaparèixer fins a la Guerra del Francès. Va ser recuperar l'any 1985 per un grup de veïns dels carrers del Cós del Bou, Baixada de les Peixateries i adjacents.
L'any 2000 se'n va crear una versió reduïda per la Santa Tecla Petita.

## Dades tècniques
- Pes: 105 kg
- Llargada: 6 m
- Amplada: 3 m
- Alçada: 2 m
- Portadors: 1